# MODEL2
MODEL2（モデルツー）は1993年にセガによって開発されたアーケードゲーム用システム基板である。

## 概要
MODEL1と同じく、セガと米国のマーティン・マリエッタが共同で開発した。リアルタイム3DCGの黎明期のハードだったため当時としては非常に高価だった。
MODEL1の後継機という位置付けではあるが、完全な新規設計によりMODEL1との構造的な共通点はない。メインCPUにインテルのi960。描画プロセッサは富士通のMB86234。MODEL1と同様、音源制御にMC68000を採用。28チャンネルのPCM音源を搭載する。
MODEL2のレンダリング機能はMODEL1にも実装されたフラットシェーディングと、限定的ではあるがテクスチャマッピング機能が追加された。1枚のテクスチャあたり使用可能な色数は1色のみで、同一テクスチャ内では、それを16階調のトーンのみで表現するという非常に限定的な仕様であったため、色の境界でポリゴンを分割しなければならなかった。また、半透明なテクスチャが扱えず、メッシュによる表現で代替せざるを得なかった。しかし、ゲーム開発にあたっては、デザイナーの工夫(高精細なモデルをテクスチャに落とし込む)によってMODEL1では不可能だったリアルな質感表現を実現し、MODEL1のゲームと比べキャラクターモデルあたりのポリゴン数を減じる事も可能となった。
描画能力も約30万ポリゴン/秒と、MODEL1から見てもほぼ倍に増えた。その性能向上分は1秒あたりの描画フレーム数を増やすという方向で使われ、MODEL1より滑らかな動きのリアルタイムCGを表現することに成功した。第一弾タイトルの『デイトナUSA』では、60fpsで描画しているにもかかわらず最大で40台ものストックカーがサーキット上を同時に走ることが可能となっている。
MODEL2は、MODEL2/2A/2B/2Cの4つのバージョンが存在するが、それぞれ互換性はない（一部のタイトルは、2A用と2B用にリリースされたが、セキュリティICに互換性が無いので、ROMキットは各バージョン専用となっている）。
初代のMODEL2のみ、MODEL1同様にサウンド機能は別基板となっており、MODEL1のサウンドボードをそのまま流用していたが、2A以降はサウンド機能が統合された。2A/2B/2Cの違いは、設計の効率化と、周辺DSPの高速化が主体である。
部品調達難に伴い、2017年3月31日を以って修理サポートが終了した。

## 主なスペック
CPU
Intel i960(32bitRISC) @ 25MHz
数値演算
DSP（32bit） @ 50MHz
3Dマトリックス・軸回転・浮動小数点演算機能搭載
RAM
1MB + 128KB（ROM：90MB）
VRAM
5,984 KB (Model 2/2A-CRX)
14,596 KB (Model 2B/2C-CRX)
3Dグラフィックエンジン
最大300,000ポリゴン/秒（色付きグレースケールテクスチャーマッピング可）
パースペクティブテクスチャーマッピング・フラットシェーディング機能搭載
鏡面・拡散反射モード内蔵
発色数
65,536色 1,024カラーパレット（16,777,216色中）
スクロール：32,768色（2面）
ウインドウ：32,768色（2面）
共に水平方向ラインスクロール可能
解像度
496(H) x 384(V)　水平周波数24kHz
その他
通信機能拡張、MIDIによるサウンド通信

## 対応タイトル
- 特記が無い場合、開発元と発売元はセガ。
- ◎は、専用筐体と専用デバイスがそれぞれ必要となるタイトル。

### MODEL2基板
- デイトナUSA（1994年）◎[3][4]
- デザートタンク（1994年、セガ/マーティン・マリエッタ※）◎[5]
- バーチャコップ（1994年）◎[6][7]

### MODEL2A基板
- バーチャファイター2（1994年）[8][9]
- セガラリーチャンピオンシップ（1995年 ・DXタイプは別途サウンドボードにて4ch出力）◎[10][11]
- バーチャファイター2.1（1995年）[12]
- バーチャコップ2（1995年）◎[13][12]
- ファイティングバイパーズ：ロケテストver（1995年）
- スカイターゲット（1995年）◎[14][15]
- マンクスTT スーパーバイク（1995年）◎[16][15]
- モーターレイド（1997年）◎[17]

### MODEL2B基板
- バーチャストライカー（1994年）[18][19]
- レールチェイス2（1994年）◎[20][19]
- インディ500（1995年）◎[12]
- ファイティングバイパーズ（1995年）[21][15]
- 電脳戦機バーチャロン（1995年）◎（専用デバイスを用意するだけで汎用筐体でも稼働可能）[22][23]
- ガンブレードNY（1996年）◎[24][25]
- ソニック・ザ・ファイターズ（1996年）[26][25]
- ラストブロンクス-東京番外地-（1996年）[27][28]
- スーパーGT24H（1996年、ジャレコ）◎
- ロイヤルアスコット2（メダルゲームのメインモニターに使用：50インチ3画面）◎
- ロイヤルアスコット2 スタンダード（1画面バージョン）◎

### MODEL2A/B両方
ROMキットに互換性は無いので注意が必要。
- ダイナマイトベースボール（1996年）[29][25]
- ダイナマイトベースボール'97（1997年）[30][31]
- ダイナマイト刑事2（1998年）[32]- セガがMODEL2で開発した最後のゲーム。
- デッド オア アライブ（1996年、テクモ）
- ゼロガンナー（1997年、彩京）
- パイロットキッズ（1999年、彩京）- MODEL2で発売された最後のゲーム。

### MODEL2C基板
- セガツーリングカーチャンピオンシップ（1996年）◎[33]
- ウェーブランナー（英語版）（1996年）◎[34][33]
- セガスキー スーパーG（英語版）（1996年）◎[35]
- ザ・ハウス・オブ・ザ・デッド（1997年）◎[36][31]
- トップスケーター（1997年）◎[37][38]
- セガ ウォータースキー（1997年）◎[39][17]
- オーバーレブ（1997年、ジャレコ）
- ビハインドエネミーラインズ（1998年、セガ/Real3D[注 1]）◎[40]